# Un admirateur secret (téléfilm, 2011)
Pour les articles homonymes, voir Un admirateur secret.
Un amirateur secret (A Crush on You) est un téléfilm américain réalisé par Allison Anders, diffusé le 11 juin 2011 sur Hallmark Channel.

## Synopsis
Lorsque Ben Martin croise deux jours de suite une jolie blonde au parc, il y voit un signe et note l’adresse email qu’elle confie à une amie. À la suite d'une erreur d’orthographe, ce n’est pas à la blonde Chloé qu’il envoie sa déclaration mais à la brune Charley, qui travaille dans la même compagnie. Au fil des jours, Ben et celle qu’il prend pour Chloé nouent une relation épistolaire complice et se rencontrent lorsque Chloé organise une fête. Lors d’un dîner avec Chloé, Ben est surpris de ne pas retrouver en elle sa malicieuse correspondante.

## Fiche technique
- Réalisation : Allison Anders
- Scénario : Keith Merryman
- Musique : Nathan Wang
- Pays :  États-Unis
- Durée : 85 minutes

## Distribution
- Brigid Brannagh : Charley Anderson
- Sean Patrick Flanery (VF : Philippe Valmont) : Ben Martin
- Kim Rhodes : Val Brookston
- Christine Scott Bennett (VF : Marie Giraudon) : Chloe Anderson
- Michael Clarke Duncan : Big Jim Nelson
- Tug Coker : Colin Daniels
- Diego Serrano (en) : Ryan Burke
- Sonalii Castillo : Abby
- Connor Gibbs : Luke

 Source et légende : version française (VF) sur RS Doublage et selon le carton de doublage télévisuel.